# Ectoïne
L'ectoïne ou acide 1,4,5,6-tétrahydro-2-méthyl-4-pyrimidinecarboxylique est un composé chimique osmoprotecteur découvert dans plusieurs espèces de bactéries extrêmophiles. Elle se trouve à des concentrations élevées dans les micro-organismes halophiles et leur offre une grande résistance au sel et au stress thermique. Elle a d'abord été identifiée en 1985 dans Ectothiorhodospira halochloris mais a depuis été retrouvée dans une large gamme de bactéries Gram-négatives et Gram-positives, notamment :
- Brevibacterium linens[3] ;
- Halomonas elongata[4] ;
- Marinococcus halophilus[5] ;
- Pseudomonas stutzeri[6] ;
- Halomonas titanicae[7],[8] ;
- Halorhodospira halophila[9] ;
- Halomonas ventosae[10].

## Utilisation
L'ectoïne est utilisée comme principe actif dans les produits pour la peau et dans les crèmes solaires. Elle stabilise les protéines ainsi que d'autres structures cellulaires, ce qui permet de protéger la peau des UV et de la sécheresse.

### Dénominations commerciales
Cette molécule est commercialisée par de nombreuses entreprises, notamment bitop AG qui a déposé le nom Ectoin.